# Événement du Ghadir Khumm
 (mai 2022).
Si vous disposez d'ouvrages ou d'articles de référence ou si vous connaissez des sites web de qualité traitant du thème abordé ici, merci de compléter l'article en donnant les références utiles à sa vérifiabilité et en les liant à la section « Notes et références ».
Cet article concerne l'événement du Ghadir Khumm. Pour le marécage, voir Ghadir Khumm.
L'événement de Ghadir (en arabe : واقعة الغدير) ou l'événement de Ghadir Khumm est un événement islamique survenu quelques mois avant le décès de Mahomet, dans un endroit nommé Ghadir Khumm, au cours duquel ce dernier proclame son cousin et gendre Ali ibn Abi Talib comme Mawla des musulmans. Cet événement est commémoré lors de l'Aïd al-Ghadir.

## Contexte
Le 18 du mois de Dhou al-hijja de l'an 10 du calendrier hégirien — soit le 16 mars 632 du calendrier grégorien — juste après le Pèlerinage d'adieu, Mahomet regroupe les musulmans et professe un sermon qui suit la révélation du verset (5:67) : « Ô Messager, transmets ce qui t'a été descendu de la part de ton Seigneur. Si tu ne le fais pas, alors tu n'auras pas communiqué son message. Et Dieu te protégera des gens. Certes, Dieu ne guide pas les gens mécréants. »

## Sermon

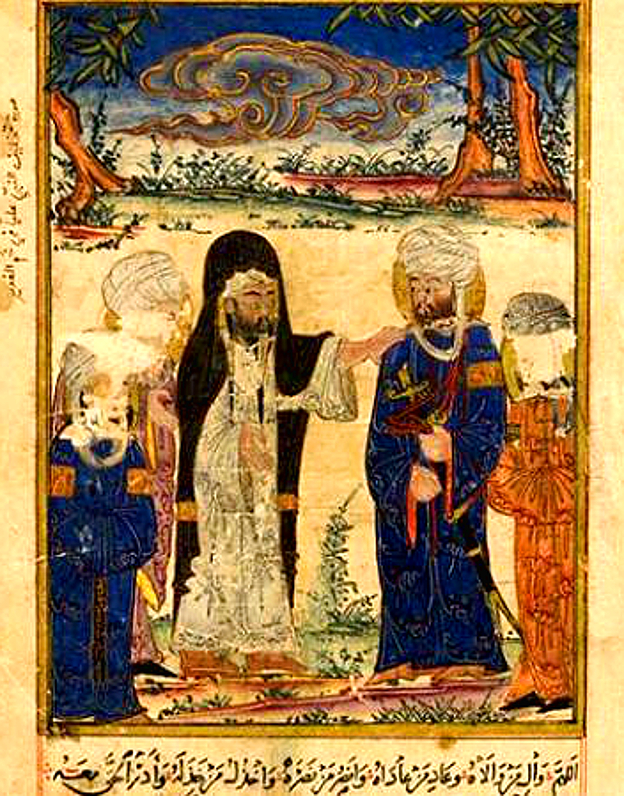
L'investiture d'Ali à Ghadir Khumm

Le sermon suivant provient de sources chiites et sunnites, le mot Mawla est délibérément non traduit car ces deux branches de l'islam ne s'accordent pas sur son sens.
Mahomet :
[...] Je crains qu'il ne me reste plus que quelque temps à vivre [...] J'ai une responsabilité et vous en avez une, qu'avez-vous à dire?
Auditoire:
Nous attestons que tu as transmis le message, que Dieu te récompense.
Mahomet :
Attestez-vous qu'il n'y a de dieu que Dieu et que Mahomet est son prophète ? Attestez-vous que le paradis, l'enfer, la mort, l'imminence de l'apocalypse et la résurrection des morts sont vrais ?
Auditoire:
Oui nous l'attestons.
Mahomet :
..A vous de garder deux choses précieuses que je vous lègue."
Une personne parmi l'auditoire l'interpelle :
Et quelles sont ces deux choses précieuses?
Mahomet :
La première est plus précieuse que la deuxième : c'est le coran [...], la deuxième est ma famille et ma descendance, [...] Dieu m'a informé que ces deux choses ne se sépareront jamais, si vous vous en éloignez vous périrez.
Puis Mahomet tint la main d'Ali, la leva [...] et dit :
Quelle est la personne à prioriser avant soi?
Auditoire:
Seuls Dieu et son prophète le savent.
Mahomet :
Dieu est mon Mawla et je suis le Mawla des croyants et je suis la personne qu'ils doivent prioriser avant leur propre personne. Celui dont j'étais le Mawla alors Ali est son Mawla, ce qu'il répète trois fois (Celui dont j'étais le Mawla alors Ali est son Mawla).

## Interpretation du termeMawla
Pour les chiites, Mawla signifie dans le contexte du sermon de Ghadir Khumm, Seigneur, pour les sunnites la signification est Allié, secoureur.
Maulana (arabe مولانا, mawlānā) est un titre que l'on peut traduire signifie par « notre maître » ou « notre seigneur ». Le mot se compose de deux termes: mawlâ et le pronom -nâ suffixé qui signifie « à nous, notre ». On l'utilise généralement pour désigner tout érudit musulman (ouléma)